# Johann Dahlem
Johann Dahlem (* 14. Januar 1797 in Kleinostheim; † 5. Februar 1847 in Mainaschaff) war ein fränkischer Landwirt, der neue Düngungs- und Anbaumethoden einführte.

## Werdegang
Johann Dahlem war Sohn des Gutsbesitzers Christian Dahlem in Kleinostheim. Er übernahm 1816 den ehemaligen Fronhof zu Mainaschaff, der bis zu dessen Säkularisation zum Stift St. Peter und Alexander in Aschaffenburg gehörte. Zum Gut gehörten rund 110 Morgen Land (etwa 36,5 Hektar) und das Gutshaus, in der Hauptstraße neben dem heutigen Pfarrheim gelegen. Das Haus wurde 1978 abgebrochen.
Die Ländereien fand Johann Dahlem in einem ungepflegten und verwilderten Zustand vor. Um sie ertragreicher zu machen, führte er auf Wiesen und Feldern das Düngen mit Gülle ein. Als neue Einnahmequelle etablierte er die Ölfrucht Raps in Mainaschaff. Ansonsten baute er auf den Feldern neben Wintergetreide und Kartoffeln vor allem Futterpflanzen wie Kürbis und Rüben an. So konnte er den Bestand an Rindern erhöhen. Die Kühe wurden im Stall gehalten, um das Melken zu erleichtern und die Ausscheidungen (für die Gülle) besser sammeln zu können. Die damals übliche Dreifelderwirtschaft mit Flurzwang machte es notwendig, auch die Bauern des Dorfes von den neuen Methoden zu überzeugen. Innerhalb mehrerer Jahrzehnte entwickelte sich Mainaschaff zu einem gefragten Einkaufsort für Milch- und Schlachtvieh. Die Milch verkauften die Bauersfrauen in Aschaffenburg.
Nicht mehr verwirklichen konnte Dahlem den Plan, mit einem Schöpfrad an der Aschaff die Uferwiese zu bewässern und den Leinpfad am Main zu verlegen, um zusätzliches fruchtbares Land zu gewinnen.
1819 heiratete Johann Dahlem Elisabeth Kirchner aus Daxberg. Das Paar hatte mehrere Söhne und Töchter. Nach dem Tod des Vaters verlieh das Stiftsrentamt Aschaffenburg das Hofgut am 4. Mai 1848 an den Sohn Heinrich Dahlem (* 1824). Er war der letzte Erbbeständer des Hofguts, das 1857 von Joseph Guffanti aus Köln ersteigert wurde. Sohn Joseph Dahlem (* 1826) studierte Theologie und erhielt 1850 in Würzburg die Priesterweihe.
Nach Johann Dahlem ist heute in Mainaschaff eine Straße benannt. Außerdem erinnert an ihn das „Dahlem-Kreuz“ am Haus Hauptstr. 36. Es trägt die Inschrift „Johann Dahlem E(rb) B(eständer) D(es) St(ifts) H(ofes) MDCCCXXXIII“ (=1833).